# 女王アリ

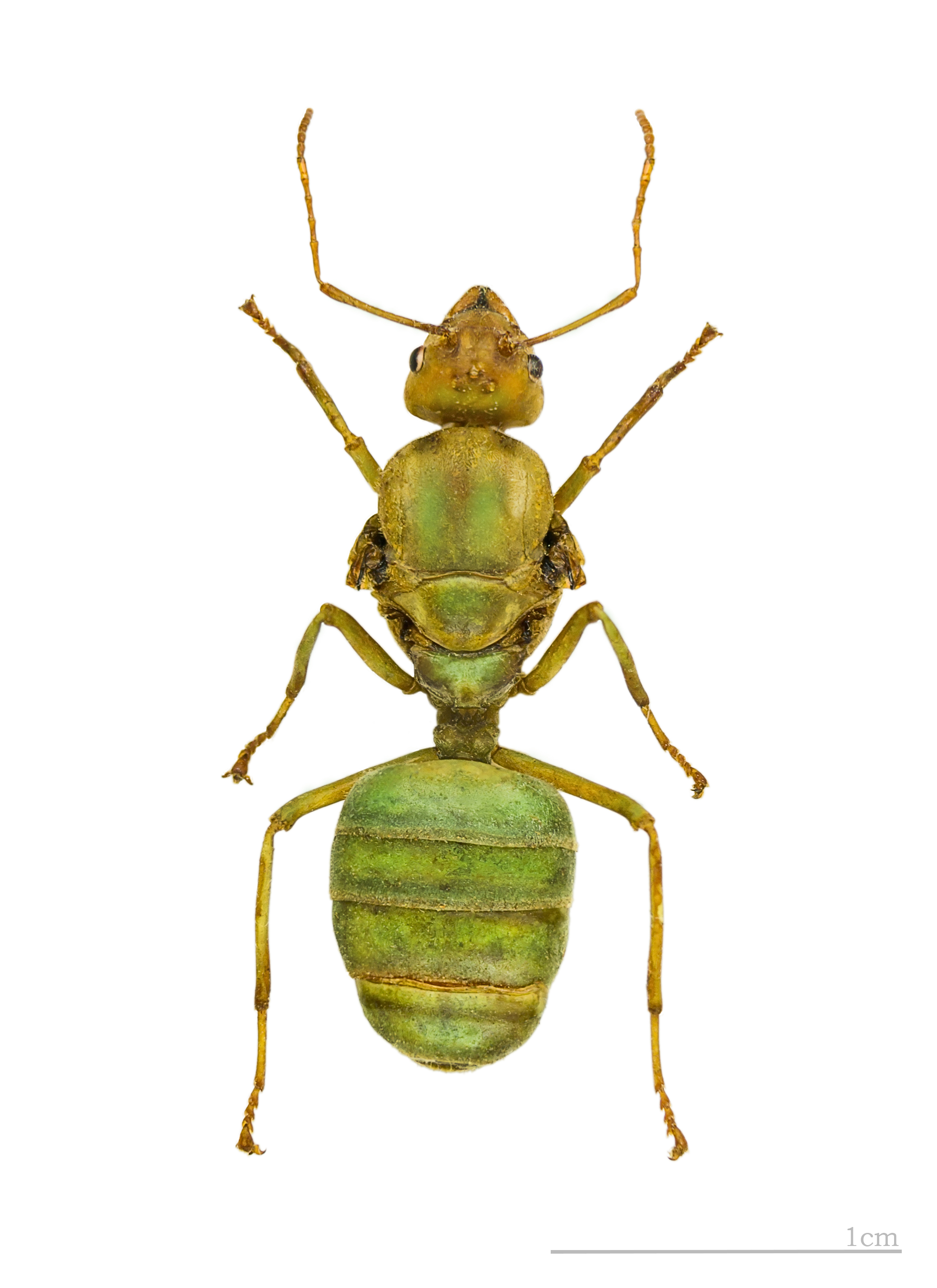
の女王アリ

女王アリ（女王蟻、Queen ant、じょおうあり）はアリのコロニーのうち、産卵を行う雌であり、通常はコロニー全てのアリの母親である。Cataglyphisのように交尾せずに無性単為生殖で子孫を残せる雌アリもいるが、その子も雌アリである。他に、Crematogasterの女王のように、結婚飛行を行って交尾するものもいる。新女王アリとなる子は幼虫時から繁殖可能になるよう特別に育てられる。種によって、女王アリが1匹の種もいれば、中には何百匹もの女王がいるような種もある。Lasius nigerの女王アリはドイツの昆虫学者Hermann Appelによって28年9ヶ月飼育され、Pogonomyrmex owyheeiの女王アリは野生化での最大推定寿命が30年である。

## シロアリの女王アリ
アリと同様に真社会性昆虫であるシロアリの女王についても、日本語では「女王アリ」と呼ぶ。シロアリの女王アリは非常に大きな腹部を持つことで知られる。